# 史密斯威森百週年紀念左輪手槍
史密斯威森百週年紀念（英語：Smith & Wesson Centennial）是一系列由美国槍械公司史密斯&威森所研製及生產的“J型底把”雙動操作式左輪手槍。
根據口徑，其弹巢可容納5發（.38 S&W特種彈、.357 S&W馬格南和9×19毫米魯格彈）、6發（.32 H&R麥格農）、7發（.22溫徹斯特麥格農）或是8發（.22 LR）手枪子彈。百週年紀念系列配有完全密封的（內置式）击锤，這使它倆屬於成為纯双动式（DAO）槍械。與其他所有的“J型底把”史密斯威森左輪手槍一樣，它倆都裝有外擺式弹巢。百週年紀念型製有不同的版本，例如“個人防禦”（英語：Personal Defense，縮寫：PD）、“史密斯夫人”（英語：Lady Smith，縮寫：LS）和“軍警型”（英語：Military & Police，縮寫：M&P）。

## 歷史
最初的百週年紀念型號M40於1952年推出，並且以公司成立100週年而得名。它們一直生產到1974年。隨後在1990年恢復百週年紀念型的生產，同時一度生產了史密斯威森M940（9×19毫米魯格口徑）和史密斯威森M632（.32 H&R麥格農口徑）的小系列。
由於小巧輕便，經常被警察或保鏢配備在腳踝以上。

## 型號

### 史密斯威森M40和M42
史密斯威森M40最初於1952年以百週年紀念型的名義推出，並且於1957年更名為M（Model）40。M40裝填.38 S&W特種彈，並且可以弹巢裝填五發子彈。它是一把配有17⁄8英寸短槍管的左輪手槍。它是以史密斯威森“J型底把”的基礎上所構建出來，空槍僅重21盎司（595.34克，1.31磅）。該左輪手槍還裝有握把保險，因為當時有些射手無法適應不讓擊錘進入待擊狀態就可以左輪手槍射擊的想法。
2007年，該槍在史密斯威森的收藏家系列以下重新推出了該型號，其中一些型號還採用了道格·特恩布爾（Doug Turnbull）的表面硬化處理。
而M42於1952年以Airweigh百週年紀念型的名義推出，直到於1957年更名為M（Model）42型。該槍的設計與40型相同，只是底把是由鋁合金所製成，因此重量比M40輕便。1974年，M42停產。

### 史密斯威森M640

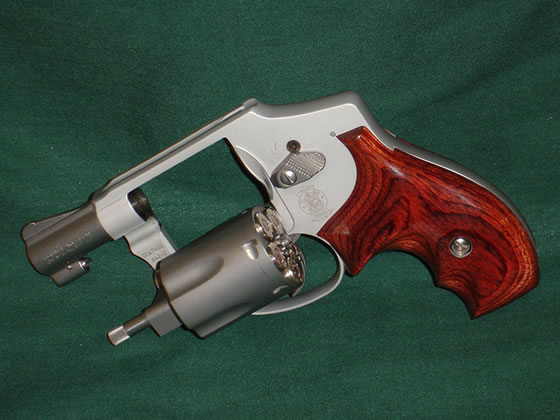
史密斯威森M642左輪手槍，除了擺出彈巢，還裝符合人體工程學的紅木製握把。

史密斯威森M640左輪手槍自1990年開始生產，發射.38 S&W特種彈。它配有長度為17⁄8英寸的標準槍管。第二種型號稍重和較長的21⁄8英寸的槍管。史密斯威森亦曾提供其3英寸槍管版本，直到1993年停產。
1996年，史密斯威森推出了發射.357 S&W馬格南的M640。因為.357 S&W馬格南子彈的火力，在這些型號的底把上、彈巢釋放按鈕的前方結構都得到加強。

### 史密斯威森M442和M642

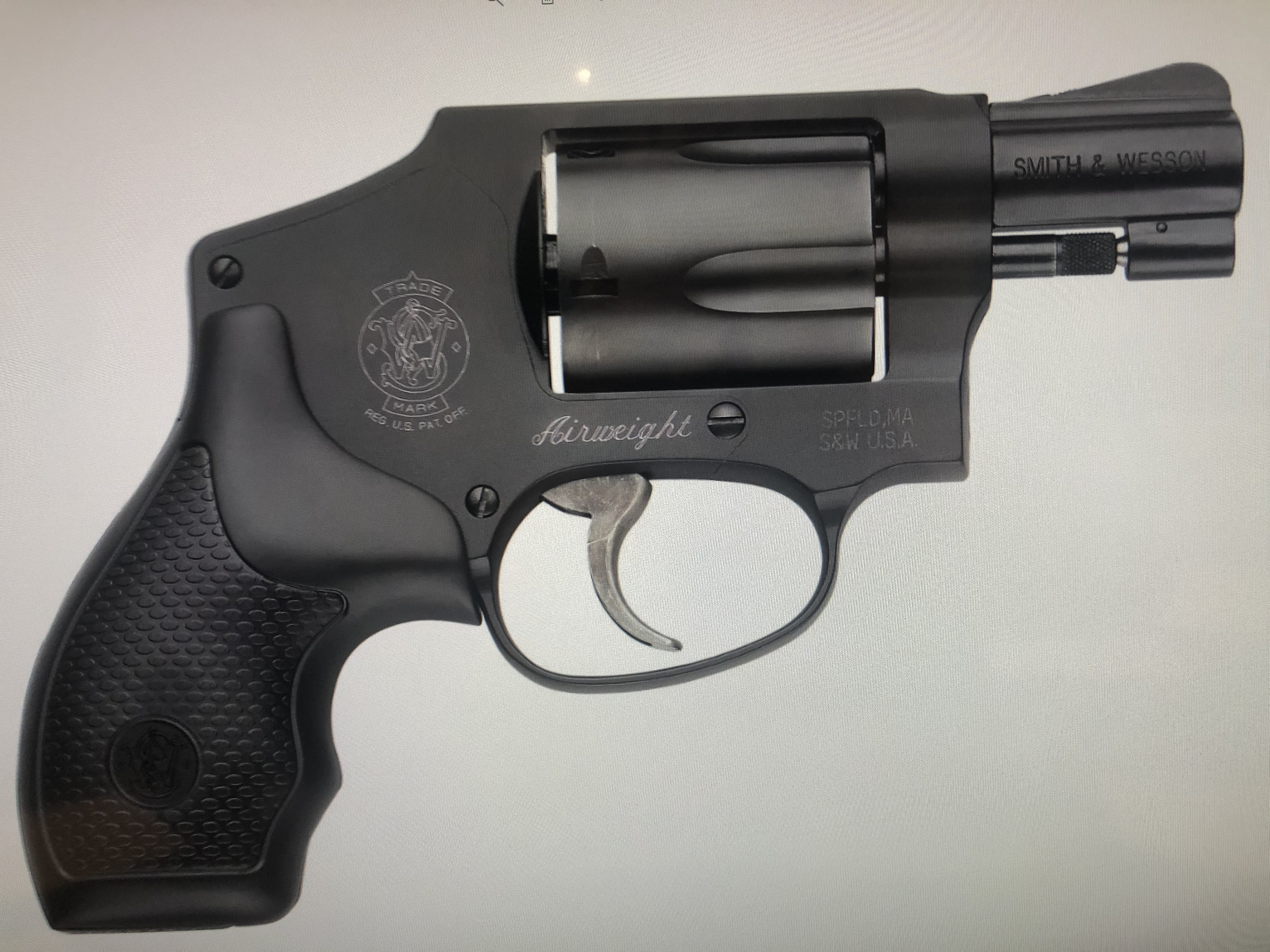
史密斯威森M442 JC左輪手槍。

M442具有铝製底把和烤藍碳鋼彈巢；而M642則具有鋁製底把和不鏽鋼彈巢。從1993年到1996年，M442均採用緞面镍所製成。

### 史密斯威森M940
1991年，史密斯威森推出了M940，外觀與M640相似，但發射9×19公釐帕拉貝倫彈。該槍需要使用月型夾以頂空與抽出9毫米無緣式彈殼。M940亦可以裝填與抽出存在壽命短暫的9毫米聯邦（9×19毫米R）凸緣式彈殼。從1991年到1992年，曾提供其3英寸槍管版本。1998年，M940停產。

### 史密斯威森M340和M342
2001年，史密斯威森推出了發射.357 S&W馬格南的钪合金底把版本，命名為M340。該左輪手槍僅重10.9盎司。
而M&P 342是2001年推出的特殊運行式左輪手槍，與M340相同，但由於某些警察部門的彈藥限制，只能發射.38 S&W特種彈的高膛壓彈藥（+P）。

## 設計上的限制（鈧製版本）
禁止使用彈丸重量小於120格令（7.8克）的彈藥，以免輕質射彈過快飛出以後，裝藥仍然在燃燒而造成底把侵蝕。在用戶手冊以上指出的另一個警告就是其後座力有著足夠的力度導致彈巢以內未被擊發的彈藥的彈殼後移導致彈丸移位，進而引致彈巢卡死。還有評論指出，在這些超輕型左輪手槍類型當中，因為該槍的槍管其實是鋼製內襯管而非單一實心的固體鋼製件，以致其準確度下降。

## 資料來源
1. 1 2  Boorman, Dean K. . Globe Pequot. 2002: 39. ISBN 978-1-58574-721-4.
2. 1 2 3  Supica, Jim; Richard Nahas.  3. F+W Media, Inc. 2007: 151. ISBN 978-0-89689-293-4.
3. ↑  Ayoob, Massad.  6. Gun Digest Books. 2007: 14–15. ISBN 978-0-89689-525-6.
4. ↑  Ayoob, Massad. . Gun Digest Books. 2008: 37–38. ISBN 978-0-89689-611-6.
5. ↑  Ayoob, Massad. . Gun Digest Books. 2010: 218–220. ISBN 978-1-4402-0825-6.
6. 1 2  Hartink, A.E. . Edison, New Jersey: Chartwell Books, Inc. 2003: 225. ISBN 978-0-7858-1871-7.
7. ↑  Ayoob, Massad. (2002). The Gun Digest Book of Combat Handgunnery, 5th edition: Krause Publications. ISBN 0-87349-485-7

## 外部連結
- （英文）—The Smith & Wesson Centennial, History and Development （页面存档备份，存于）.
- （英文）—Review of the Smith & Wesson Model 642CT （页面存档备份，存于）.
- （英文）—Ballistics By The Inch tests of the .38 Special cartridge.（页面存档备份，存于）